# Elecciones regionales de Arequipa de 2002
Las elecciones regionales de Arequipa de 2002 se llevaron a cabo el 17 de noviembre de 2002 para elegir al presidente regional, al vicepresidente regional y al Consejo Regional para el periodo 2003-2007. La elección se celebró simultáneamente con elecciones regionales y municipales (provinciales y distritales) en todo el Perú.
El Partido Aprista Peruano (la principal fuerza de la oposición) se impuso en la región, dejando muy por detrás a Perú Posible, vencedor de las elecciones generales del año anterior pero seriamente mellado tras las masivas protestas en contra de la política de privatización (evento conocido como el «Arequipazo») a inicios de ese año. Daniel Vera Ballón, diputado por el departamento entre 1985 y 1992, resultó electo como presidente regional de Arequipa.

## Sistema electoral
El Gobierno Regional de Arequipa es el órgano administrativo y de gobierno del departamento de Arequipa. Está compuesto por el presidente regional, el vicepresidente regional y el Consejo Regional.
La votación del presidente, vicepresidente y consejo regional se realiza en base al sufragio universal, que comprende a todos los ciudadanos nacionales mayores de dieciocho años, empadronados y residentes en el departamento de Arequipa y en pleno goce de sus derechos políticos.
El Consejo Regional de Arequipa está compuesto por 8 consejeros elegidos por sufragio directo para un período de cuatro (4) años, en forma conjunta con la elección del presidente regional. La votación es por lista cerrada y bloqueada. Se asigna a la lista ganadora los escaños según el método d'Hondt o la mitad más uno, lo que más le favorezca.

## Partidos y candidatos
A continuación se muestra una lista de los principales partidos y alianzas electorales que participaron en las elecciones:
| Candidatura | Candidatura | Partidos y alianzas                                                      | Candidatos | Candidatos              | Ideología                                                          | Ref. |
| ----------- | ----------- | ------------------------------------------------------------------------ | ---------- | ----------------------- | ------------------------------------------------------------------ | ---- |
|             | APRA        | Lista - Partido Aprista Peruano (APRA)                                   |            | Daniel Vera Ballón      | Aprismo                                                            |      |
|             | AP          | Lista - Acción Popular (AP)                                              |            | Pedro Villa Durand      | Humanismo Nacionalismo cívico Reformismo                           |      |
|             | UPP         | Lista - Agrupación Independiente Unión por el Perú - Frente Amplio (UPP) |            | Edgar Linares Huaco     | Liberalismo Progresismo Socialdemocracia                           |      |
|             | PP          | Lista - Perú Posible (PP)                                                |            | José del Carpio Begazo  | Socioliberalismo Democracia liberal Tercera vía                    |      |
|             | SP          | Lista - Somos Perú (SP)                                                  |            | José Ruiz Sosa          | Democracia cristiana Conservadurismo social                        |      |
|             | MNI         | Lista - Movimiento Nueva Izquierda (MNI)                                 |            | José Villafuerte Charca | Marxismo-leninismo Mariateguismo Socialismo democrático            |      |
|             | FD          | Lista - Fuerza Democrática (FD)                                          |            | Marco Falconí Picardo   | Reformismo                                                         |      |
|             | MAPU        | Lista - Movimiento Amplio País Unido (MAPU)                              |            | José Portocarrero Huaco |                                                                    |      |
|             | P           | Lista - Primero Perú (P)                                                 |            | Jorge Portugal Mostajo  |                                                                    |      |
|             | FNTC        | Lista - Lista Independiente FRENATRACA (FNTC)                            |            | Luis Cáceres Velásquez  | Nacionalismo de izquierda Tahuantinsuyismo Regionalismo arequipeño |      |
|             | AQP         | Lista - Movimiento Regional Arequipa Unida (AQP)                         |            | Jesús Vela Lazo         | Regionalismo arequipeño                                            |      |

## Resultados

### Sumario general
|                        |                                                                  |              |              |              |            |            |
| Partidos y coaliciones | Partidos y coaliciones                                           | Voto popular | Voto popular | Voto popular | Consejeros | Consejeros |
| Partidos y coaliciones | Partidos y coaliciones                                           | Votos        | %            | ±pp          | Total      | +/−        |
|                        | Partido Aprista Peruano (APRA)                                   | 171,082      | 31.08        | n/a          | 5          | n/a        |
|                        | Fuerza Democrática (FD)                                          | 139,100      | 25.27        | n/a          | 2          | n/a        |
|                        | Acción Popular (AP)                                              | 62,331       | 11.32        | n/a          | 1          | n/a        |
|                        | Perú Posible (PP)                                                | 33,791       | 6.14         | n/a          | 0          | n/a        |
|                        | Movimiento Regional Arequipa Unida (AQP)                         | 31,091       | 5.65         | n/a          | 0          | n/a        |
|                        | Somos Perú (SP)                                                  | 22,705       | 4.12         | n/a          | 0          | n/a        |
|                        | Primero Perú (P)                                                 | 22,636       | 4.11         | n/a          | 0          | n/a        |
|                        | Movimiento Nueva Izquierda (MNI)                                 | 20,910       | 3.80         | n/a          | 0          | n/a        |
|                        | Agrupación Independiente Unión por el Perú - Frente Amplio (UPP) | 18,315       | 3.33         | n/a          | 0          | n/a        |
|                        | Movimiento Amplio País Unido (MAPU)                              | 15,675       | 2.85         | n/a          | 0          | n/a        |
|                        | Lista Independiente FRENATRACA (FNTC)                            | 12,828       | 2.33         | n/a          | 0          | n/a        |
|                        |                                                                  |              |              |              |            |            |
| Total                  | Total                                                            | 550,464      |              |              | 8          | n/a        |
|                        |                                                                  |              |              |              |            |            |
| Votos válidos          | Votos válidos                                                    | 550,464      | 86.60        | n/a          |            |            |
| Votos en blanco        | Votos en blanco                                                  | 28,867       | 4.54         | n/a          |            |            |
| Votos nulos            | Votos nulos                                                      | 56,282       | 8.85         | n/a          |            |            |
| Votos emitidos         | Votos emitidos                                                   | 635,613      | 87.57        | n/a          |            |            |
| Abstenciones           | Abstenciones                                                     | 90,252       | 12.43        | n/a          |            |            |
| Votantes registrados   | Votantes registrados                                             | 725,865      |              |              |            |            |
|                        |                                                                  |              |              |              |            |            |
| Fuente:                |                                                                  |              |              |              |            |            |

### Autoridades electas
| Cargo                               | Autoridad electa | Autoridad electa          | Partido político | Partido político        |
| ----------------------------------- | ---------------- | ------------------------- | ---------------- | ----------------------- |
| Presidente Regional de Arequipa     |                  | Daniel Vera Ballón        |                  | Partido Aprista Peruano |
| Vicepresidente Regional de Arequipa |                  | Jesús Chirinos Zegarra    |                  | Partido Aprista Peruano |
| Consejero Regional de Arequipa      |                  | Jorge Velásquez Gonzales  |                  | Partido Aprista Peruano |
| Consejero Regional de Arequipa      |                  | Eduardo Velásquez Murillo |                  | Partido Aprista Peruano |
| Consejero Regional de Arequipa      |                  | Jorge Chávez Zevallos     |                  | Partido Aprista Peruano |
| Consejero Regional de Arequipa      |                  | Edwin Reymer Quiroz       |                  | Partido Aprista Peruano |
| Consejera Regional de Arequipa      |                  | Delia Chacón Roncal       |                  | Partido Aprista Peruano |
| Consejera Regional de Arequipa      |                  | Eduarda Oviedo de Mujica  |                  | Fuerza Democrática      |
| Consejera Regional de Arequipa      |                  | Angélica Espinoza Quispe  |                  | Fuerza Democrática      |
| Consejera Regional de Arequipa      |                  | Zenovia Medina Delgado    |                  | Acción Popular          |